# یریهوز پودبراد
ییرژیهو از پودبراد (به چکی: Jiřího z Poděbrad) نام یکی از ایستگاه‌های مترو خط A پراگ است. این ایستگاه به نام جورج پودبرادی نام گذاری و در سال ۱۹۸۰ راه اندازی شده‌است.

## نگاره

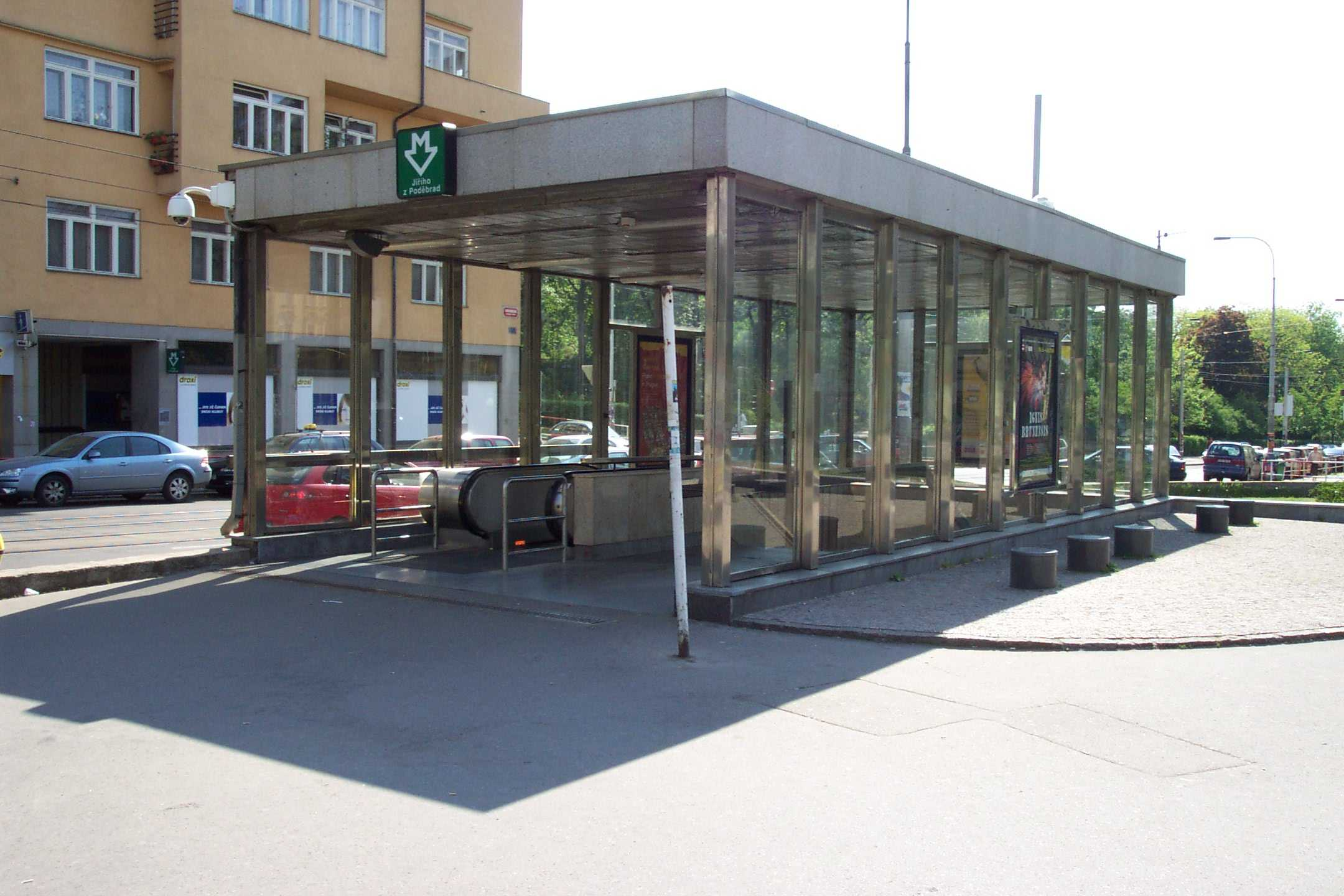
خروجی ایستگاه
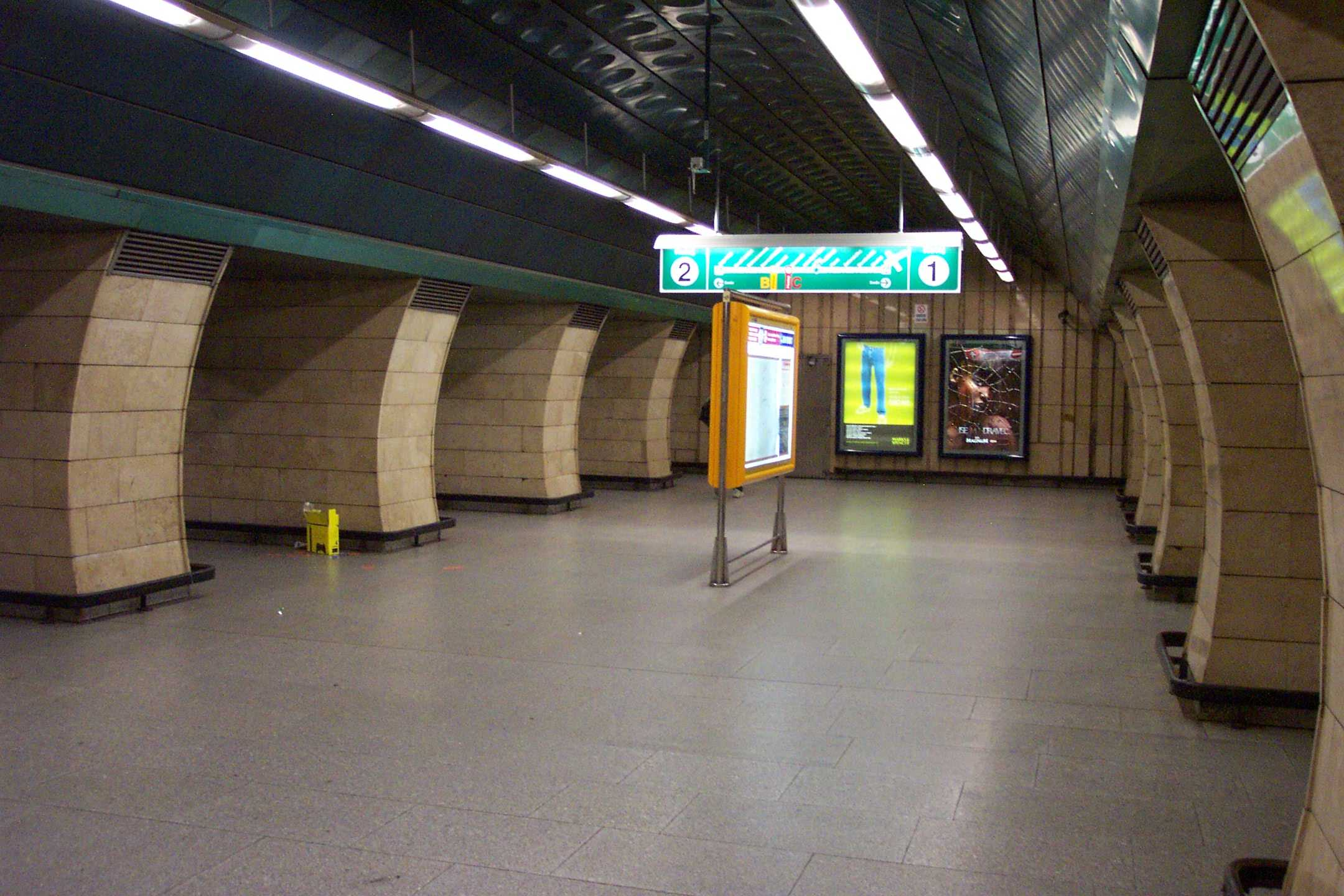
درگاه میانی تونل
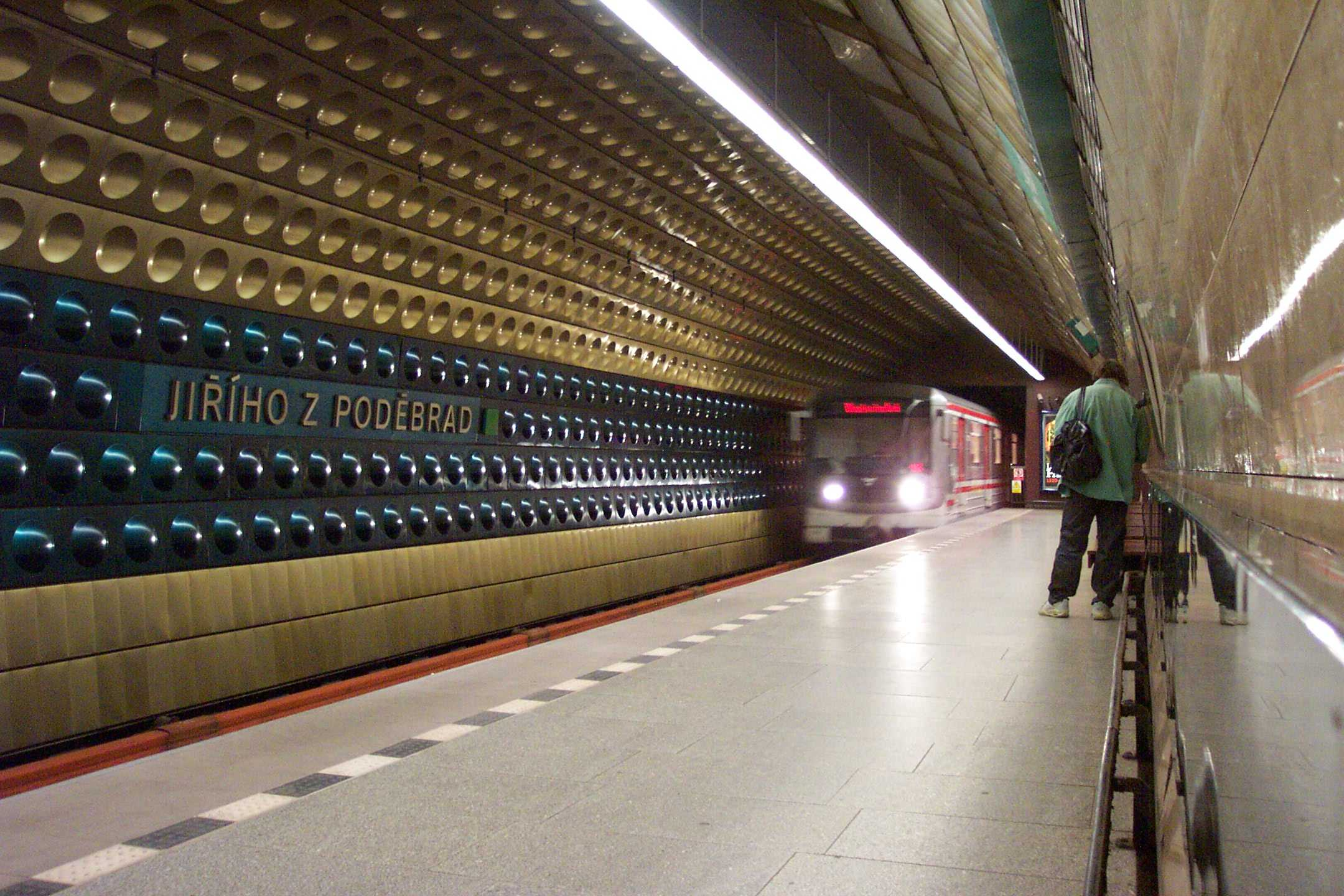
قطار در حال وارد شدن به ایستگاه
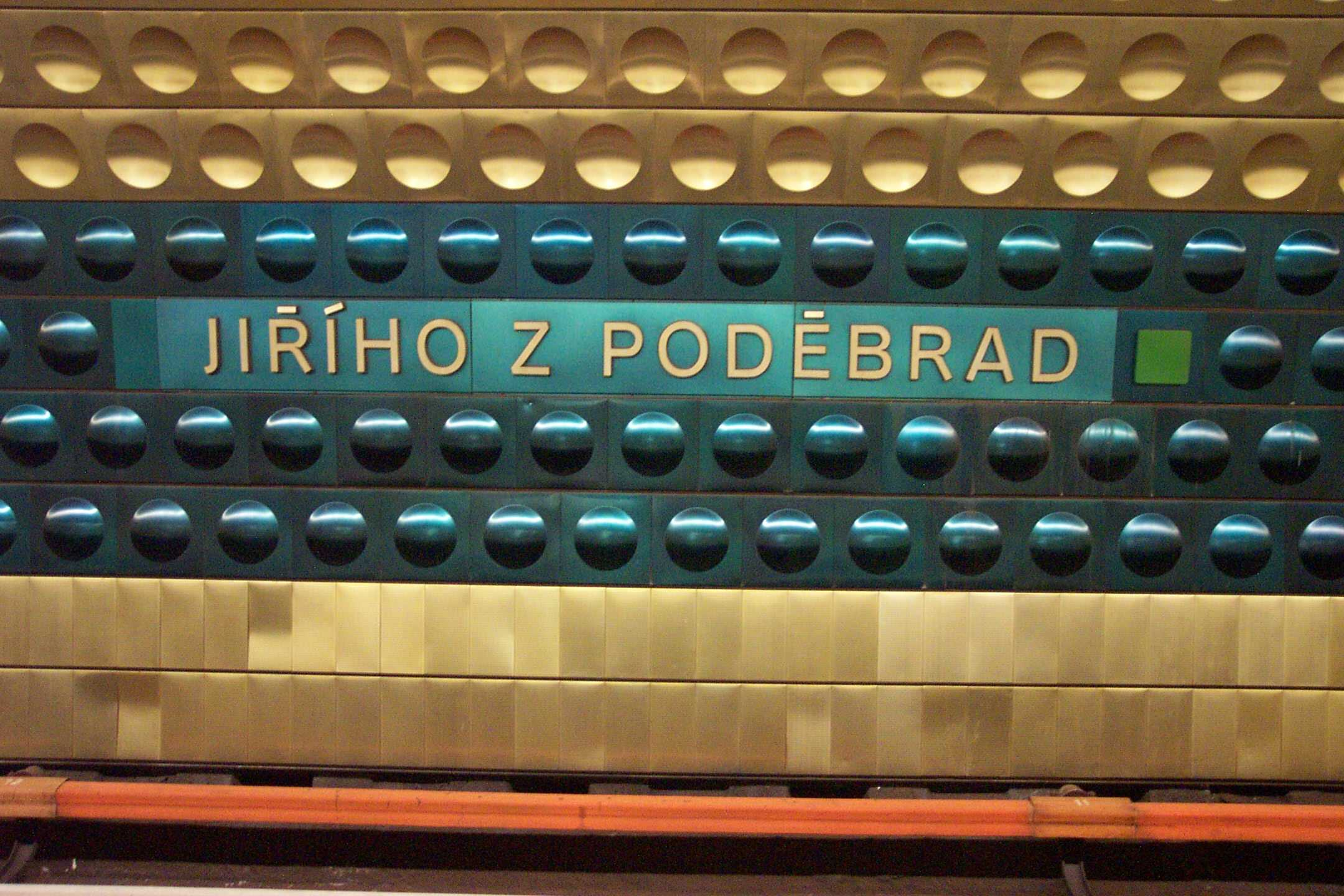
تابلوی نام ایستگاه
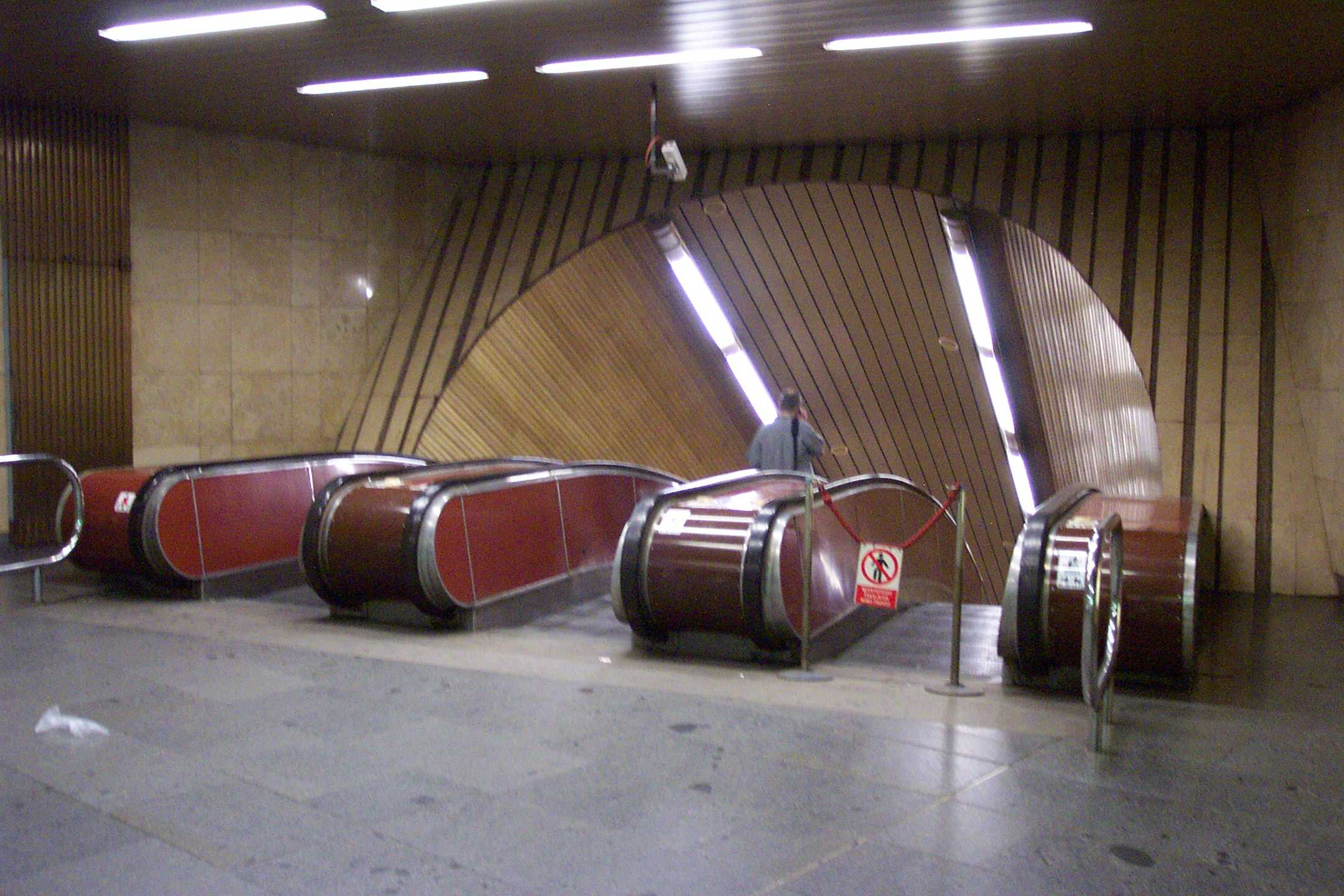
پله‌های برقی
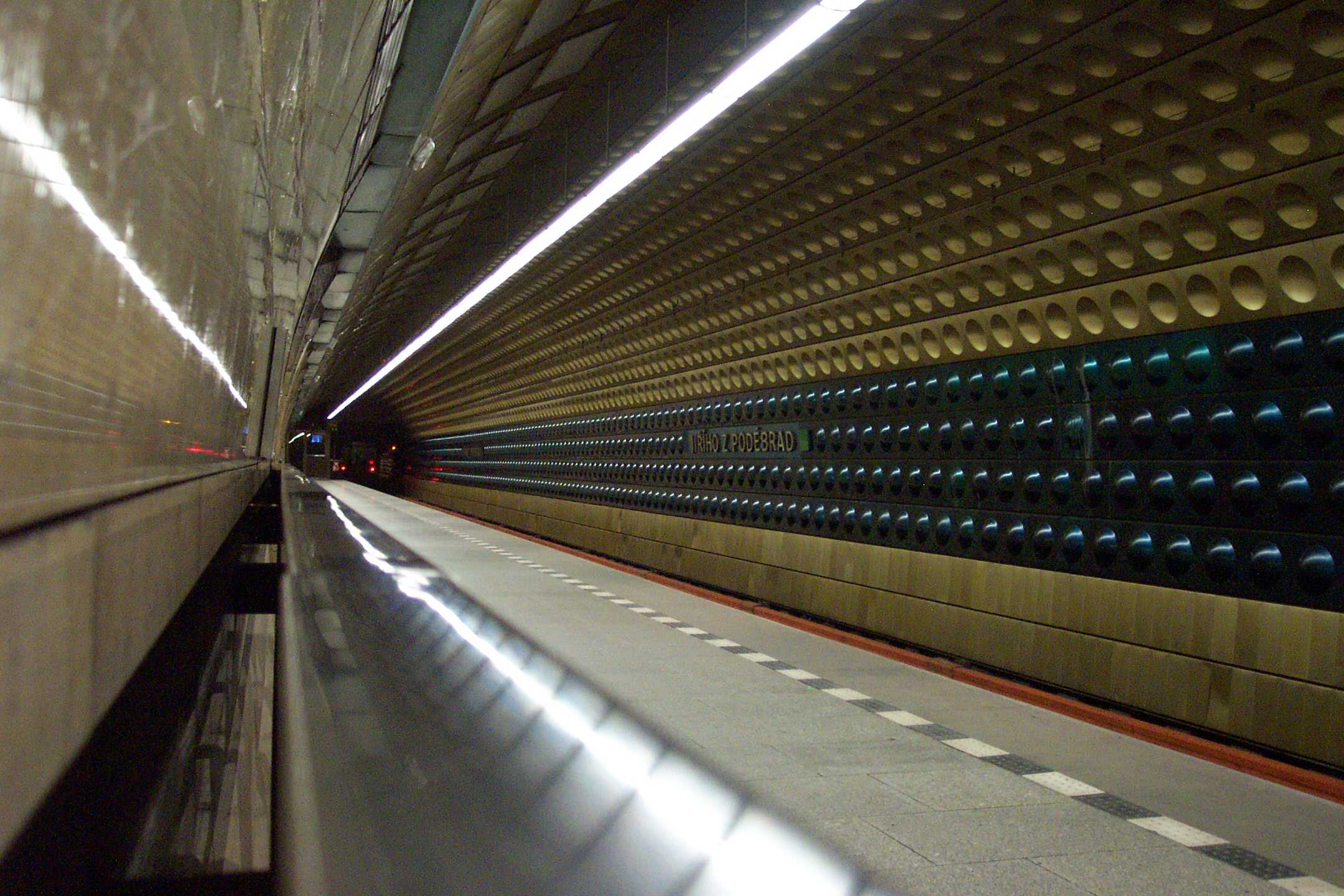
سکو